# Чемпионат Армении по футболу 2006
15-й национальный чемпионат Армении по футболу 2006 года — турнир армянской Премьер-лиги, в котором приняли участие 8 клубов. Чемпионом в 6-й раз подряд стал «Пюник» (Ереван).
- «Динамо-Зенит» (Ереван) переименовано в «Улисс» (Ереван).
- «Арарат» (Ереван) расформирован, его место занял занявший 2-е место в Первой лиге «Арарат»-2 (Ереван), переименованный в «Арарат».
- «Эстеглал-Котайк» (Абовян) из-за отсутствия финансирования от спонсора был переименован в «Котайк» (Абовян), позже расформирован и в чемпионате участия не принял.
- В связи с расформированием «Котайка» в Премьер-лигу из Первой вышел «Гандзасар» (Капан), занявший 3-е место.
- По итогам чемпионата занявший последнее место «Улисс» в переходном матче обыграл представителя Первой лиги, поэтому ни 1 клуб из элиты не выбыл.

## Статистика чемпионата[1]
- Сыграно матчей — 112 (100%).
- Победы домашних команд — 55 (49.10%).
- Ничьи — 17 (15.17%).
- Победы гостевых команд — 40 (35.71%).
- Забито голов — 364 (3.25 за матч).
- Забито дома — 196 (1.75 за матч).
- Забито в гостях — 168 (1.5 за матч).
- Самый результативный матч: «Пюник» — «Киликия» — 12:1.
- Самая крупная победа дома: «Пюник» — «Киликия» — 12:1.
- Самая крупная победа в гостях: «Улисс» — «Бананц» — 0:7.

## Итоговая таблица
|                   | Место | Команда             | И  | В  | Н | П  | ГЗ | ГП | +/- | О  |
| ----------------- | ----- | ------------------- | -- | -- | - | -- | -- | -- | --- | -- |
| Чемпион           | 1     | «Пюник» (Ереван)    | 28 | 23 | 4 | 1  | 86 | 23 | +63 | 73 |
| Серебряный призёр | 2     | «Бананц» (Ереван)   | 28 | 18 | 3 | 7  | 68 | 26 | +42 | 57 |
| Бронзовый призёр  | 3     | «Мика» (Аштарак)    | 28 | 17 | 6 | 5  | 45 | 21 | +24 | 57 |
|                   | 4     | «Арарат» (Ереван)   | 28 | 15 | 4 | 9  | 48 | 35 | +13 | 49 |
|                   | 5     | «Гандзасар» (Капан) | 28 | 7  | 3 | 18 | 28 | 60 | −32 | 24 |
|                   | 6     | «Киликия» (Ереван)  | 28 | 6  | 5 | 17 | 38 | 69 | −31 | 23 |
|                   | 7     | «Ширак» (Гюмри)     | 28 | 4  | 7 | 17 | 21 | 64 | −43 | 19 |
|                   | 8     | «Улисс» (Ереван)    | 28 | 5  | 2 | 21 | 31 | 66 | −35 | 17 |

И = Сыграно матчей; В = выигрыши; Н = ничьи; П = проигрыши; З = кол-во забитых голов; П = кол-во пропущено голов; О = Очки
Переходный матч (18.11.2006)
«Улисс» (Ереван) — «Динамо» (Ереван) — 4:2.
Голы: Ваграм Лобян, 13, 74, Серго Даллакян, 50, 85; Матевос Еремян, 11, Сергей Мкртчян, 14.
|  | Чемпион         |
|  | Переходный матч |

| Чемпион армянской Премьер-лиги-2006 |
| ----------------------------------- |
| «Пюник» (Ереван) 6-й титул          |

## Лучшие бомбардиры
| Место | Игрок              | Клуб                 | Мячи      |
| ----- | ------------------ | -------------------- | --------- |
| 1     | Арам Акопян        | «Бананц»             | 25        |
| 2     | Ншан Эрзрумян      | «Киликия» / «Арарат» | 22 (5+17) |
| 3     | Арсен Аветисян     | «Пюник»              | 15        |
| 4     | Артур Кочарян      | «Гандзасар»          | 14        |
| 4     | Армен Шахгельдян   | «Мика»               | 14        |
| 6     | Саркис Мовсесян    | «Киликия»            | 11        |
| 7     | Левон Пачаджян     | «Пюник»              | 10        |
| 8     | Гор Атабекян       | «Улисс»              | 9         |
| 8     | Александр Петросян | «Пюник»              | 9         |